# Янко Юрій Володимирович
Янко́ Ю́рій Володи́мирович (нар.16 жовтня 1961) — український диригент, директор Харківської обласної філармонії, заслужений діяч мистецтв України, народний артист України.

## Біографія
Середню освіту отримав у харківській середній спеціальній музичній школі у 1980 році. У 1985 році закінчив Харківський інститут мистецтв ім. І. Котляревського, у 1991 — Київську консерваторію за спеціальністю — диригент. Директор Харківської обласної філармонії.
Колектив: Академічний симфонічний оркестр Харківської обласної філармонії, диригент.
Для творчості Юрія Янка характерні виконавська культура, знання музичних стилів і національних шкіл. Чіткий та ясний жест, емоційність, артистизм, вимогливість у роботі з оркестром.

## Політична діяльність
27 вересня 2010 року вступив у Партію регіонів. Депутат Харківської обласної ради.

## Звання та нагороди
- Заслужений діяч мистецтв України (2004)
- Орден За заслуги 3 ступеня (2009)
- Почесний громадянин Харківської області (2020)[3].
- Народний артист України (28 червня 2021)[4]